# ブリスベンの鉄道駅一覧

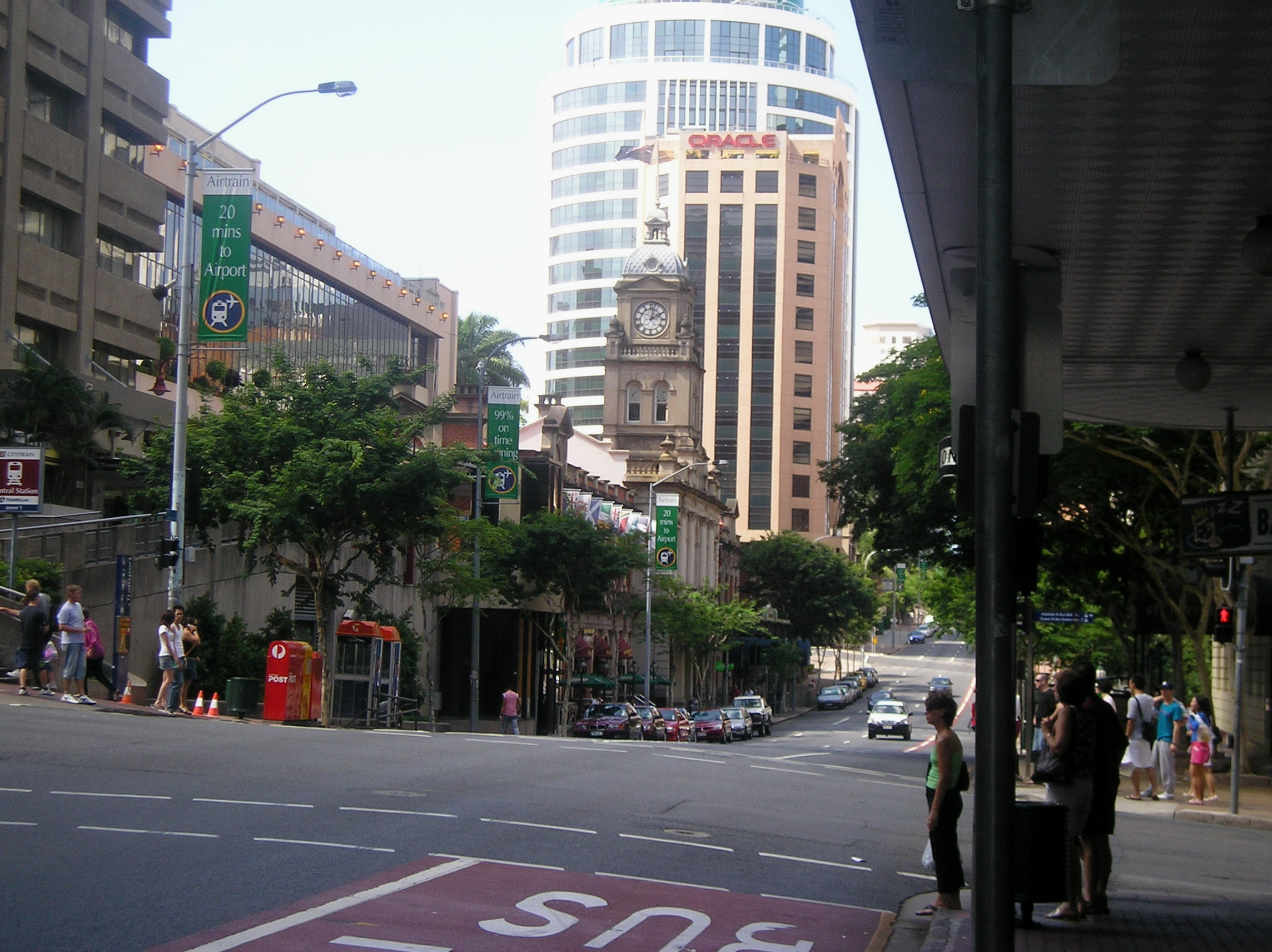
セントラル駅の時計塔

ブリスベンの鉄道駅一覧（ブリスベンのてつどうえきいちらん）は、オーストラリア・クイーンズランド州南東部サウス・イースト・クイーンズランド地方の州都ブリスベン周辺の鉄道駅の一覧である。
特記のない駅はQR（クイーンズランド鉄道）シティートレインのみの旅客営業である。QRシティートレインの運行系統名と系統ごとの停車駅についてはシティートレインを参照。

## ブリスベン市の駅
ブリスベン市 (en:Brisbane City Council) の鉄道駅一覧。QRの駅とエアトレインの駅がある。

### QR

#### メイン線方面
メイン線の駅
- ローマ・ストリート駅 (Roma Street) : シティートレイン、トラベルトレイン、カントリーリンクの営業
- ミルトン駅 (Milton)
- オーチェンフラワー駅 (Auchenflower)
- トゥーオング駅 (Toowong)
- タリンガ駅 (Taringa)
- インドロピリー駅 (Indooroopilly)
- チェルマー駅(Chelmer)
- Graceville
- シャーウッド(Sherwood)
- コリンダ駅 (Corinda) : シティートレイン、トラベルトレインの営業
- オクスレイ駅(Oxley)
- ダラ駅 (Darra)
- ワコール駅 (Wacol)
- Gailes : Gailes地区はイプスウィッチ市にあるが当駅は隣接するブリスベン市ワコール地区にある。

#### ノース・コースト線方面
ノース・コースト線の駅
- ノーマンビー駅 (Normanby) : 貨物駅
- エキシビション駅 (Exhibition) : 臨時駅
- セントラル駅 (Central)
- フォーティテュード・ヴァリー駅 (Fortitude Valley)
- ボーエン・ヒルズ駅 (Bowen Hills)
- アルビオン駅 (Albion)
- Wooloowin
- イーグル・ジャンクション駅 (Eagle Junction)
- トゥーンブル駅 (Toombul)
- Nundah
- ノースゲート駅 (Northgate)
- バージニア駅 (Virginia)
- サンシャイン駅 (Sunshine)
- Geebung
- Zillmere
- Carseldine
- Bald Hills

ボーエン・ヒルズ駅とファーニー・グローブ駅を結ぶ路線の駅
- Windsor
- ウィルストン駅 (Wilston)
- ニューマーケット駅 (Newmarket)
- Alderley
- エノゲラ駅 エノゲラ駅 (Enoggera)
- Gaythorne
- ミッチェルトン駅 (Mitchelton)

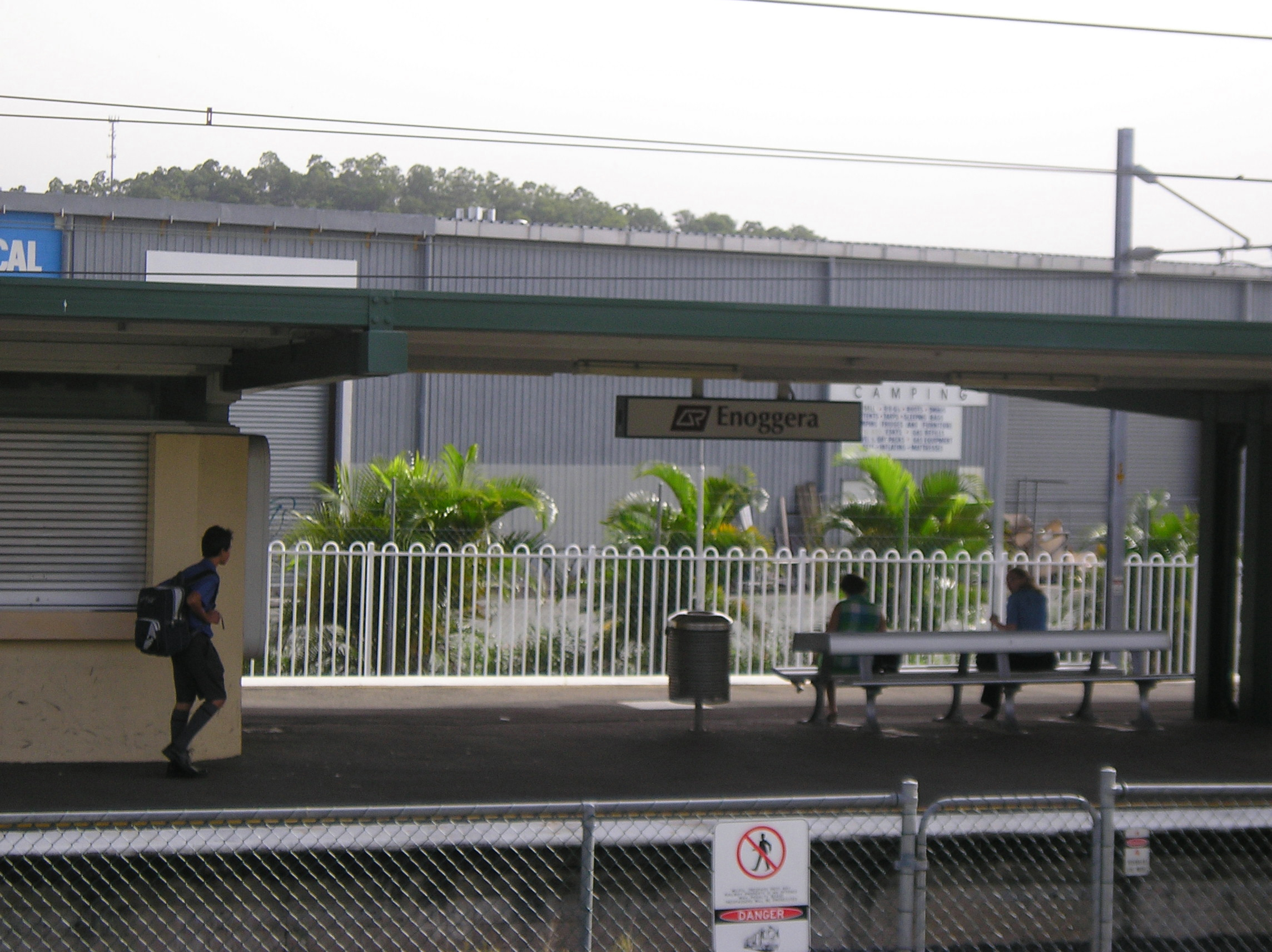
エノゲラ駅

- オクスフォード・パーク駅(Oxford Park)
- Grovely
- ケッペラ駅 (Keperra)

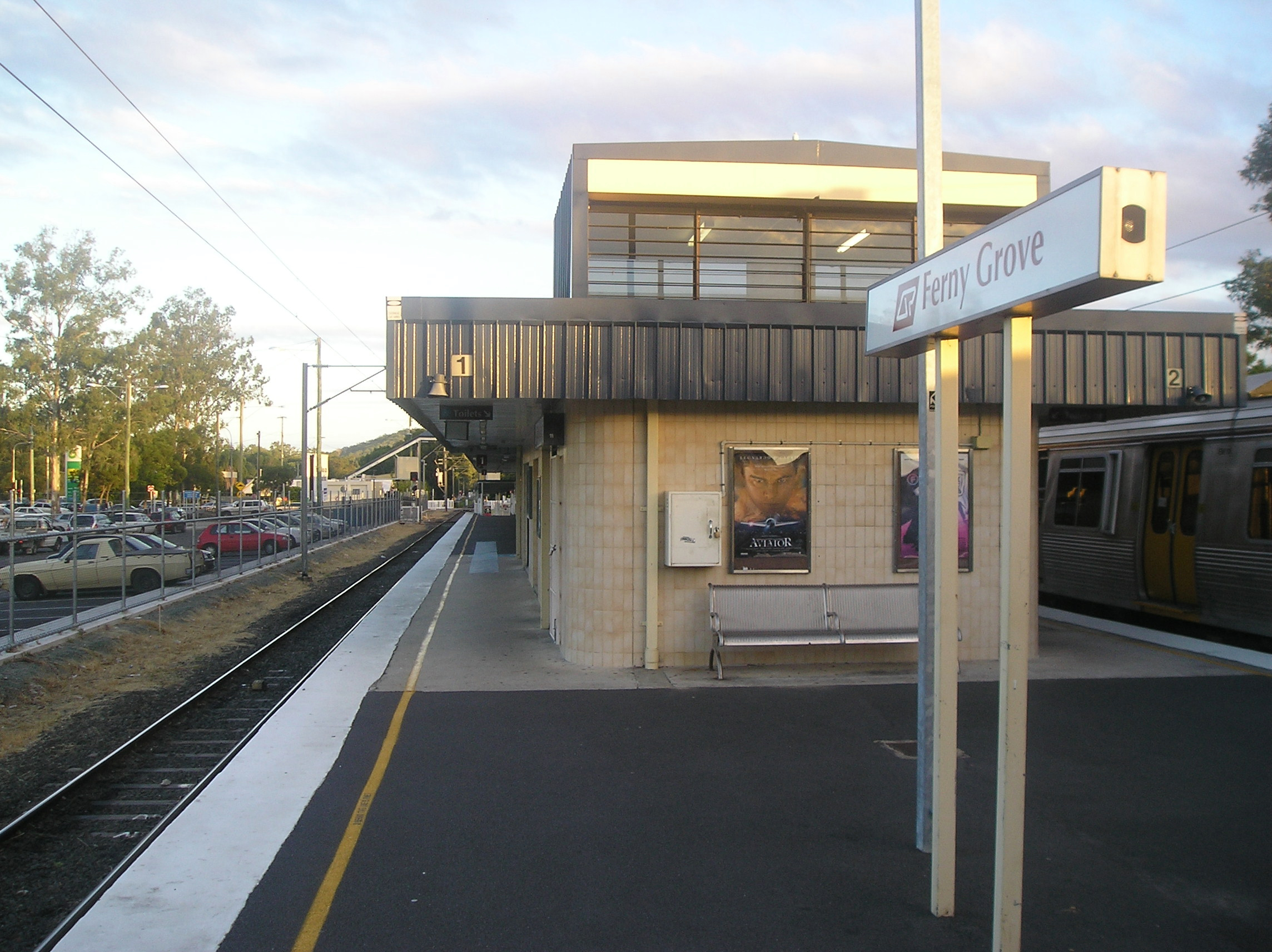
ファーニー・グローブ駅

- ファーニー・グローブ駅 ファーニー・グローブ駅 (Ferny Grove)

イーグル・ジャンクション駅とピンケンバ駅を結ぶ路線の駅
- クレイフィールド駅(Clayfield)
- Hendra
- アスコット駅 (Ascot)
- ドゥーンベン駅 (Doomben)
- ピンケンバ駅 (Pinkenba) : 貨物駅

ノースゲート駅とショーンクリフ駅を結ぶ路線の駅
- Bindha
- Banyo
- ヌディー駅 (Nudgee)
- ブーンドール駅 (Boondall)
- ノース・ブーンドール駅 (North Boondall)
- Deagon
- サンドゲイト駅 (Sandgate)
- ショーンクリフ駅 (Shorncliffe)

#### ゴールドコースト線方面
ゴールドコースト線の駅
- サウス・ブリスベン駅 (South Brisbane)
- サウス・バンク駅 (South Bank)
- パーク･ロード駅 (Park Road)
- ダットン･パーク駅 (Dutton Park)
- フェアフィールド駅 (Fairfield)
- イェロンガ駅 (Yeronga)
- イーロンピリー駅 (Yeerongpilly)
- ムールーカ駅 (Moorooka)
- Clapham : 貨物駅
- ロックレア駅 (Rocklea)
- ソールズベリー駅 (Salisbury)
- クーパーズ・プレーンズ駅 (Coopers Plains)
- Banoon
- サニーバンク駅 (Sunnybank)
- Altandi
- Runcorn
- Fruitgrove
- Kuraby

パーク･ロード駅とクリーブランド駅を結ぶ路線の駅
- ブランダ駅 (Buranda)
- クーパルー駅 (Coorparoo)
- ノーマンパーク駅 (Norman Park)
- モーニングサイド駅 (Morningside)
- キャノン・ヒル駅 (Cannon Hill)
- ムラリー駅 (Murarrie)
- Hemmant
- リンダム駅 (Lindum)
- ウィナム・ノース駅 (Wynnum North)
- ウィナム駅 (Wynnum)
- ウィナム・セントラル駅 (Wynnum Central)
- マンリー駅 (Manly)
- ロタ駅 (Lota)

リットン・ジャンクションとフィッシャーマン・アイランズ駅を結ぶ路線の駅
- フィッシャーマン・アイランズ駅 (Fisherman Islands) : 貨物駅

イーロンピリー駅とコリンダ駅を結ぶ路線の駅
- Tennyson
- Moolabin : 貨物駅

ソールズベリー駅とニューサウスウェールズ州境を結ぶ路線の駅
- アカシア・リッジ駅 (Acacia Ridge) : 貨物駅

### エアトレイン
- 国際線ターミナル駅 (International Terminal)
- 国内線ターミナル駅 (Domestic Terminal)

## イプスウィッチ市の駅
イプスウィッチ市 (en:City of Ipswich) の鉄道駅一覧。QRメイン線とその支線の駅がある。
メイン線の駅
- Goodna
- レッドバンク駅 (Redbank)
- リバービュー駅 (Riverview)
- Dinmore
- Ebbw Vale
- Bundamba
- Booval
- イースト・イプスウィッチ駅 (East Ipswich)
- イプスウィッチ駅 (Ipswich) : シティートレイン、トラベルトレインの営業
- Thomas Street
- Wulkuraka
- Karrabin
- Walloon
- Thagoona
- ローズウッド駅 (Rosewood) : シティートレイン、トラベルトレインの営業

Bundambaとスワンバンク駅を結ぶ路線の駅
- Bundamba Racecourse : クイーンズランド・パイオニア・スチーム鉄道の営業
- スワンバンク駅 (Swanbank) : クイーンズランド・パイオニア・スチーム鉄道の営業

Yarrowleaとエベネザ駅を結ぶ路線の駅
- エベネザ駅 (Ebenezer) : 貨物駅

## ロッキャー・バレー市の駅
ロッキャー・バレー市 (en:Lockyer Valley Region) の鉄道駅一覧。QRメイン線の駅がある。
- レイドリー駅 (Laidley) : トラベルトレインの営業
- ガットン駅 (Gatton) : トラベルトレインの営業
- ヘリドン駅 (Helidon) : トラベルトレインの営業

## モートン・ベイ市の駅
モートン・ベイ市 (en:Moreton Bay Regional Council) の鉄道駅一覧。QRノース・コースト線の駅がある。
- スタンスパイン駅 (Strathpine)
- Bray Park
- Lawnton
- Petrie
- Dakabin
- Narangba
- Burpengary
- Morayfield
- カブルチャ駅 (Caboolture) : シティートレイン、トラベルトレインの営業
- Elimbah

## サンシャイン・コースト市の駅
サンシャイン・コースト市 (en:Sunshine Coast Regional Council) の鉄道駅一覧。QRノース・コースト線の駅がある。
- Beerburrum
- グラスハウス・マウンテンズ駅 (Glasshouse Mountains)
- ビアワー駅 (Beerwah)
- ランズボロー駅 (Landsborough) : シティートレイン、トラベルトレインの営業
- ムールーラー駅 (Mooloolah)
- Eudlo
- パームウッズ駅（Palmwoods）
- Woombye
- ナンボー駅 (Nambour) : シティートレイン、トラベルトレインの営業
- ヤンディーナ駅 (Yandina)
- ユーマンディ駅 (Eumundi)
- クーロイ駅 (Cooroy) : シティートレイン、トラベルトレインの営業
- ポモナ駅 (Pomona)
- クーラン駅 (Cooran)

## ローガン市の駅
ローガン市 (en:Logan City) の鉄道駅一覧。QRゴールドコースト線の駅がある。
- トリンダー・パーク駅（Trinder Park）
- ウッドリッジ駅（Woodridge）
- キングストン駅（Kingston）
- Loganlea
- Bethania
- エデンズ・ランディング駅（Edens Landing）
- Holmview
- ビーンリー駅 (Beenleigh)

## ゴールドコースト市の駅
ゴールドコースト市 (en:Gold Coast City) の鉄道駅一覧。QRゴールドコースト線の駅。
- Ormeau
- クーメラ駅 (Coomera)
- ヘレンズベール駅 (Helensvale)
- ネラング駅 (Nerang)
- ロビーナ駅 (Robina)
- バーシティ・レイクス駅 (Varsity Lakes)

## レッドランド市の駅
レッドランド市 (en:Redland City) の鉄道駅一覧。QRのパーク･ロード駅とクリーブランド駅を結ぶ路線の駅がある。
- ソーンサイド駅（Thorneside）
- バークデール駅（Birkdale）
- ウェリントン・ポイント駅（Wellington Point）
- オーミストン駅（Ormiston）
- クリーブランド駅 (Cleveland)

## その他
QRシティートレインが営業する駅のうち、以下の駅はサウス・イースト・クイーンズランド地方ではなくワイド・ベイ＝バーネット地方のギンピー市 (en:Gympie Regional Council) にある。
- Traveston
- ギンピー・ノース駅 (Gympie North) : シティートレイン、トラベルトレインの営業